# Ommatius pilosus
Ommatius pilosus är en tvåvingeart som beskrevs av White 1916. Ommatius pilosus ingår i släktet Ommatius och familjen rovflugor. Inga underarter finns listade i Catalogue of Life.